# American Journal of Ophthalmology
American Journal of Ophthalmology è una rivista medica mensile sottoposta a revisione paritaria, che tratta di oftalmologia. Fondata nel 1884, è pubblicata da Elsevier. Il caporedattore è Richard K. Parrish II (Bascom Palmer Eye Institute).

## Indicizzazione
Gli abstract e gli articoli della rivista sono indicizzati da:
- BIOSIS Previews[1]
- Chemical Abstracts[2]
- Current Contents/Clinical Medicine[1]
- Current Contents/Life Sciences[1]
- Embase[3]
- Excerpta Medica
- MEDLINE/PubMed
- PsycINFO
- Science Citation Index[1]
- Scopus[4]
- Social Sciences Citation Index.

Al 2025 l'indice H è stato pari a 66 e quello a 5 anni è stato di 89, posizionando la rivista al quinto posto nella categoria oftalmologica e optometrica di Google Scholar.